# Luci Corneli Lèntul (ancestre)
Luci Corneli Lèntul (llatí: Lucius Cornelius Lentulus) va ser un senador romà.
Formava part de la gens Cornèlia, i és el primer dels Cornelis Lèntuls que apareix a la història. Consta que va votar en contra de comprar la retirada de Brennus i els seus gals l'any 387 aC. Va ser pare del cònsol del 327 aC Luci Corneli Lèntul.